# Mafeteng
Mafeteng – miasto w Lesotho; ok. 30 tys. mieszkańców (2011), położone 76 km od stolicy – Maseru, centrum administracyjne dystryktu Mafeteng. Trzecie co do wielkości miasto kraju.